# 11 Brygada Zmechanizowana
11 Brygada Zmechanizowana im. Hetmana Wielkiego Koronnego Stanisława Żółkiewskiego (11 BZ) – związek taktyczny wojsk zmechanizowanych Sił Zbrojnych RP.
Brygada została sformowana w 1995, w garnizonie Żary, na bazie rozformowanego 42 Pułku Zmechanizowanego im. Hetmana Wielkiego Koronnego Stanisława Żółkiewskiego. Wchodziła w skład 11 Dywizji Kawalerii Pancernej. W terminie do 31 grudnia 2001 brygada, funkcjonująca w oparciu o etat wojenno-pokojowy Nr 29/117/0 została rozformowana. Jednostka wydawała własny biuletyn zatytułowany "Szarża".

## Tradycje
8 lipca 1993, jeszcze jako 42 pz, jednostka otrzymała imię hetmana Stanisława Żółkiewskiego. (Dz. Rozk. MON 1993 poz.31). Tym samym rozkazem przyjęła dziedzictwo i kontynuację tradycji:
- 214 Pułku Ułanów Armii Ochotniczej – 1920
- 24 Pułk Ułanów im. Hetmana Wielkiego Koronnego Stanisława Żółkiewskiego – 1920-1947

## Sztandar brygady
Sztandar wykonany został zgodnie z wzorem zawartym w ustawie o znakach Sił Zbrojnych z 19.02.1993
Pomiędzy ramionami krzyża kawalerskiego, w polach wieńców wawrzynu cyfra "11" - numer brygady.
Symbole umieszczone w wieńcach wawrzynu na odwrotnej stronie płata sztandaru podkreślają kontynuowane przez brygadę tradycje i związek jednostki ze społecznością miasta Żary i Kraśnik:
- w prawym górnym wieńcu wawrzynu odwzorowanie herbu Żagania
- w prawym dolnym wieńcu wawrzynu wizerunek odznaki pamiątkowej 42 pułku zmechanizowanego

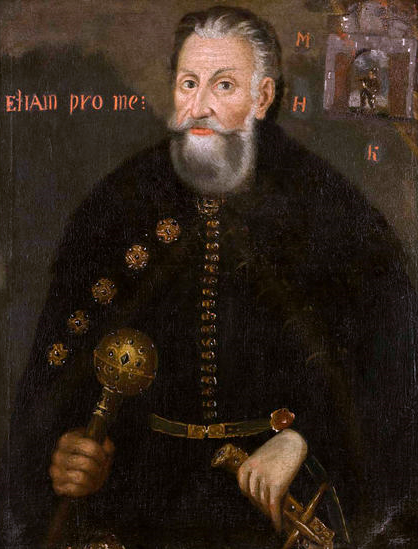
Stanisław Żółkiewski – patron brygady

- w lewym dolnym wieńcu wawrzynu odwzorowanie herbu Kraśnika
- w lewym górnym wieńcu wawrzynu odwzorowanie odznaki pamiątkowej 24 pułku ułanów

Na puszce głowicy od strony czołowej umieszczono napis: "BZ" - skrót nazwy "Brygada Zmechanizowana".
Po rozformowaniu brygady sztandar przekazany został do Muzeum Wojska Polskiego w Warszawie.

## Struktura organizacyjna
- dowództwo i sztab
- batalion dowodzenia
- 3 bataliony zmechanizowane
- batalion czołgów
- batalion piechoty zmotoryzowanej
- dywizjon artylerii samobieżnej
- dywizjon artylerii przeciwpancernej
- dywizjon artylerii przeciwlotniczej
- kompania rozpoznawcza
- kompania saperów
- kompania zaopatrzenia
- kompania remontowa
- kompania medyczna

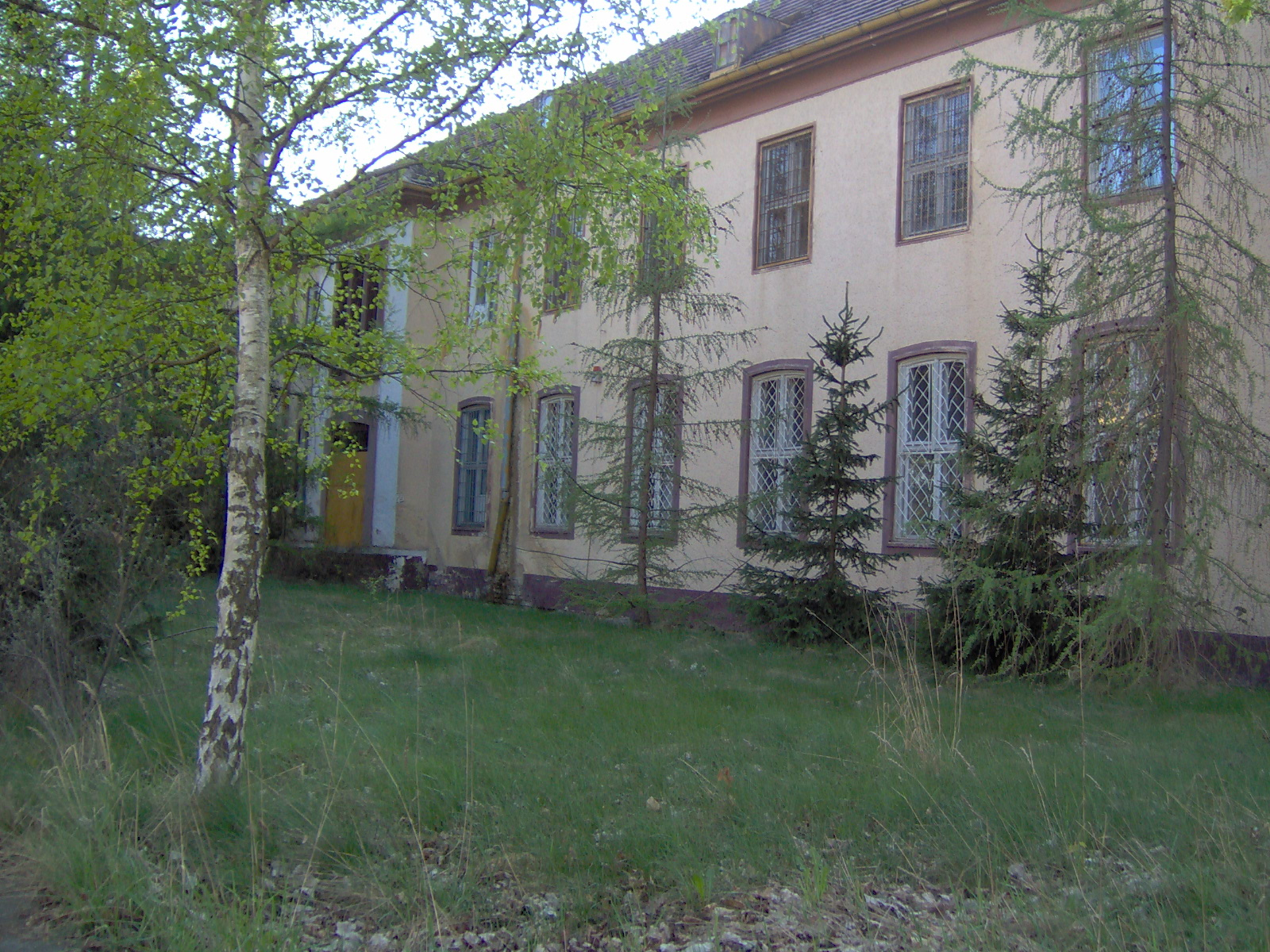
Budynek sztabu 42 pz

Uzbrojenie: bojowe wozy piechoty BWP-1, czołgi T-72, haubice samobieżne 2S1 Goździk, armaty przeciwlotnicze ZU-23-2, opancerzone samochody rozpoznawcze BRDM-2

## Dowódcy
- mjr dypl. Janusz Bronowicz (1995–2000)
- płk dypl. Jerzy Różak (2000–2001)

## Przekształcenia
42 Pułk Piechoty → 42 Zmotoryzowany Pułk Piechoty → 42 Pułk Zmechanizowany → 11 Brygada Zmechanizowana